# Västergötlands runinskrifter 5
Västergötlands runinskrifter 5 är en urnordisk (500-talet) runsten av gnejs som funnits i Magatan, Flistads socken och Skövde kommun. Den förvaras sedan 1901 på SHM. Stenen är 1,17 meter hög. Runhöjden är 5 centimeter.

## Inskriften
Translitterering av runraden:
gaez na͡z glata
Normalisering till runsvenska:
Gaez naaz,/naaz! glata!/Glata!
Översättning till nusvenska:
Akta liket, förstörare! / Akta liket! Förstörelse!